# Earth Star Entertainment
Earth Star Entertainment (яп. 株式会社アース・スター エンターテイメント Кабусики-гайся Асу:Сута Энтертейменто) — японское издательство, выпускающее литературные произведения и мангу. Головной офис компании расположен в Сибуя, Токио. Помимо публикации журналов и фотокниг, компания также производит и продает домашние видео и музыку. Она также занимается управлением tarento и публикует ежемесячный журнал манги Comic Earth Star при этом выпуская мангу под брэндом Star Comics.

## Публикации
- Comic Earth Star
- Poly Fukuro Recipe (яп. ポリ袋レシピ Pori Fukuro Reshipi)
- Kyūkyoku! Zettai Ryōiki!! Collection (яп. 究極!絶対領域!!コレクション Kyūkyoku! Zettai Ryōiki!! Korekushon)

## Примечание
1. ↑  ja:会社概要 (яп.). Earth Star Entertainment. Дата обращения: 26 июля 2014. Архивировано из оригинала 23 мая 2015 года.